# Eike Hallitzky

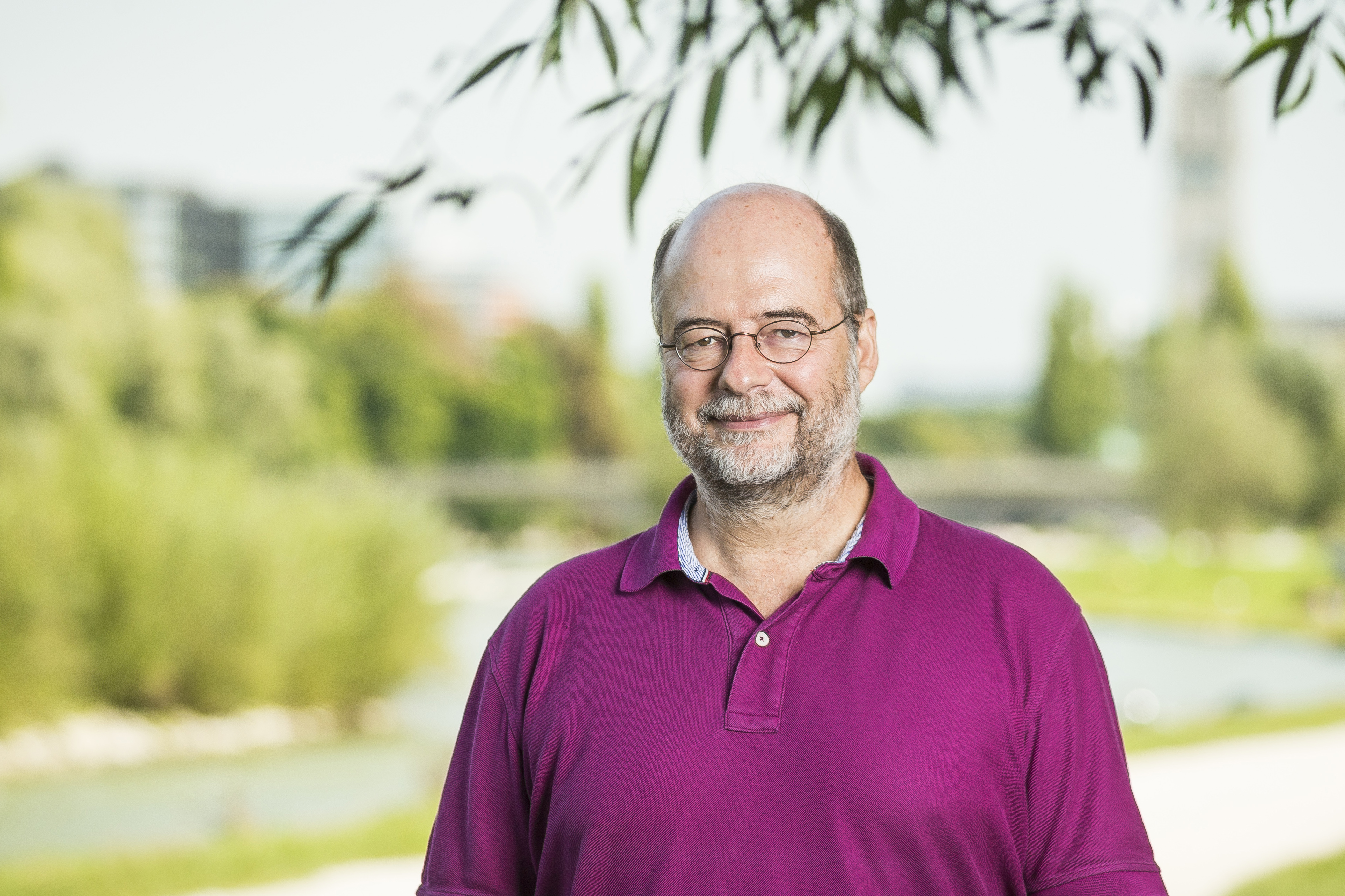
Eike Hallitzky (August 2017)

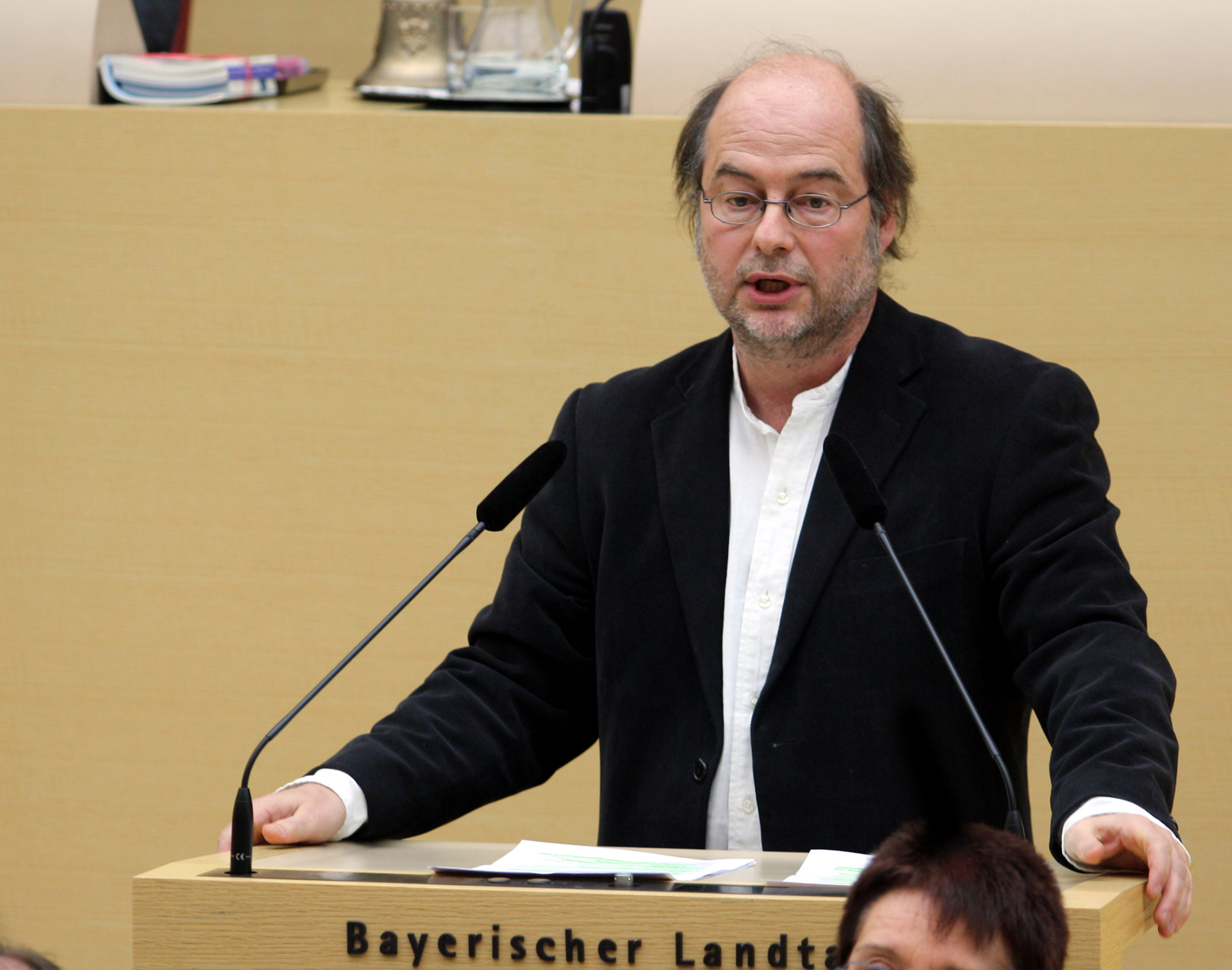
Eike Hallitzky (Februar 2012)

Eike Hallitzky (* 13. April 1959 in Köln) ist ein deutscher Politiker (Bündnis 90/Die Grünen). Er war von 2003 bis 2013 Mitglied des bayerischen Landtags und von 2014 bis 2021 einer der beiden Landesvorsitzenden der bayerischen Grünen.

## Studium und Beruf
Nach Abitur 1977 und einem Studium der Volkswirtschaftslehre an der Universität Passau war er dort langjähriger wissenschaftlicher Mitarbeiter am Lehrstuhl für Wirtschaftspolitik, anschließend Hausmann. Von 1979 bis 1988 war er in verschiedenen Gremien als Vertreter der Studierenden der Universität Passau aktiv. Eike Hallitzky ist verheiratet und hat drei Söhne.

## Politik
Seit 1988 ist er Mitglied der „Grünen“, später „Bündnis 90/Die Grünen“. Er war mehrjähriger Kreisvorsitzender der Grünen in der Stadt und im Landkreis Passau sowie Bezirksvorsitzender der Grünen in Niederbayern. In den 90er Jahren war er Gemeinderat in Saldenburg, seit 2002 Gemeinderat in Neuburg am Inn, seit 2008 Mitglied des Kreistags des Landkreises Passau; aktuell ist er Vorsitzender der Kreistagsfraktion von Bündnis 90/Die Grünen.
Von 2003 bis 2013 war Hallitzky  Mitglied des Bayerischen Landtags. Er vertrat die Fraktion der Grünen als finanzpolitischer Sprecher im „Ausschuss für Staatshaushalt und Finanzfragen“. Er war zwischen 2008 und 2013 Vertreter der Grünen in der Landesbank-Kommission, die maßgeblich auf sein Betreiben hin eingerichtet worden war. Diese untersuchte Milliarden-Wertberichtigungen der Bayerischen Landesbank als Folgen u. a. von Fehlspekulationen auf den US-Hypothekenmärkten und des Kaufs der Hypo Group Alpe Adria und eine mögliche fehlende Kontrolle der BayernLB durch die Bayerische Staatsregierung.
2013 kandidierte Hallitzky nicht mehr auf dem Spitzenplatz der niederbayerischen Grünen für die Landtagswahl und wurde als Folge des im Vergleich zur vorhergehenden Wahl schlechteren Abschneidens der Grünen bei den Wahlen im Herbst 2013 nicht wieder in den Landtag gewählt.
Im Oktober 2014 wurde er als Nachfolger von Dieter Janecek zum Landesvorsitzenden der bayerischen Grünen gewählt. Er setzte sich im ersten Wahlgang mit 51 Prozent gegen seinen Gegenkandidaten Markus Büchler durch. Am 3. Februar 2019 wurde er auf dem Landesparteitag für weitere zwei Jahre im Amt des Landesvorsitzenden bestätigt; er setzte sich mit 194 von 313 Stimmen gegen seinen Herausforderer Hermann „Beppo“ Brem durch. Am 14. Juli 2020 verkündete Hallitzky, dass er bei der nächsten Landesdelegiertenkonferenz nicht mehr antreten und damit den Weg für einen Generationenwechsel frei machen werde. Als Nachfolger im Amt als Parteivorsitzender wurde Thomas von Sarnowski am 17. April 2021 auf der Landesdelegiertenkonferenz in Augsburg gewählt.